# Teoria cognitiva de Piaget
A Teoria Cognitiva de Piaget é uma teoria do desenvolvimento cognitivo humano elaborada pelo biólogo e psicólogo suíço Jean Piaget. Ela lida principalmente com o processo de construção das estruturas necessárias para adquirir e utilizar o conhecimento, que se dá durante a infância e a adolescência. A pesquisa feita por Piaget que resultou em sua teoria cognitiva foi realizada principalmente da observação do crescimento de seus filhos.
Em oposição a teses puramente racionalistas ou empiristas, Piaget propôs que o desenvolvimento cognitivo não é explicado apenas pela ação de mecanismos inatos (como a maturação do sistema nervoso) ou pela experiência (física e social) do indivíduo, mas sim pela atuação conjunta desses fatores, organizados por um mecanismo interno de equilibração.

## Os quatro estágios do desenvolvimento
De acordo com essa teoria, o desenvolvimento ocorre por meio da sucessão de quatro estágios: sensório-motor, pré-operatório, operatório concreto e operatório formal. As idades em que diferentes pessoas atingem cada estágio podem variar, mas a ordem de sucessão dos estágios é constante. Cada estágio é caracterizado por novas estruturas, isto é, novas formas de compreender o mundo e agir sobre ele, que permanecem como subestruturas nos estágios posteriores.

### Sensório-motor (24 meses)
No estágio sensório-motor, que dura do nascimento até aproximadamente os dois anos de idade, a criança busca adquirir controle motor e aprender sobre os objetos que a rodeiam. Esse estágio é chamado sensório-motor, pois o bebê adquire o conhecimento por meio de suas próprias ações que são controladas por informações sensoriais imediatas. Nesse período o desenvolvimento físico é o suporte para o aparecimento de novas habilidades, como sentar, andar, o que propiciara um domínio maior do ambiente.
Ao fim do período, por volta dos dois anos, a criança apresenta uma atitude mais ativa e participativa, é capaz de entender algumas palavras, mas produz uma fala imitativa. Nesse período, a inteligência prática é assentada na percepção e na  motricidade. Essa inteligência é utilizada a partir de seus esquemas sensoriais e motores, provindos dos reflexos genéticos, para solucionar problemas imediatos como pegar, jogar ou chutar bola.
O estágio subdivide-se em até 6 subestágios nos quais o bebê apresenta, desde reflexos, até o início de uma capacidade representacional ou uso de símbolos.
As principais características observáveis durante essa fase, que vai aproximadamente até os dois anos de idade da criança são:
- a exploração manual e visual do ambiente;
- a experiência obtida com ações, a imitação;
- a inteligência prática (através de ações);
- ações como agarrar, sugar, atirar, bater e chutar;
- a coordenação das ações irá proporcionar o surgimento do pensamento;
- a centralização no próprio corpo;
- a noção de permanência do objeto;

Pode-se dizer que no Período Sensório-motor a criança conquista, através da percepção e dos movimentos, o universo imediato que a cerca. Ela descobre que, se puxar a toalha da mesa, o pote de bolacha ficará mais próximo dela (conduta do suporte).

### Pré-operatório (2 a 7 anos)
O segundo estágio de desenvolvimento considerado por Piaget é o estágio pré-operatório, que coincide com a fase pré-escolar e vai dos dois anos de idade até os sete anos, em média.
Nesse período, as características mais importantes são:
- inteligência simbólica;
- o pensamento egocênctrico, intuitivo e mágico;
- a centração (apenas um aspecto de determinada situação é considerado);
- a confusão entre aparência e realidade;
- ausência da noção de reversibilidade;
- o raciocínio transdutivo (aplicação de uma mesma explicação a situações parecidas);
- a característica do animismo (vida a seres inanimados).

De acordo com Pedrosa & Navarro, os cinco aspectos mais importantes do pensamento neste estágio são:
Egocentrismo: são incapazes de compreender as coisas de outro ponto de vista que não seja o seu. Tem a tendência de tomar o seu ponto de vista como o único, sem compreender o dos demais por estar centrados em suas ações. O egocentrismo se caracteriza basicamente por uma visão de realidade que parte do próprio eu.
Dificuldades de transformação: são incapazes de compreender os processos que implicam mudança. Seu pensamento é estático, estão sempre no momento presente, não considerando os anteriores, nem antecipando o futuro.
Irreversibilidade: são incapazes de compreender um processo inverso ao observado. Seu pensamento é irreversível.
Centralização: incapacidade para se centrar em mais de um aspecto da situação. São incapazes de globalizar.
Não conservação: não são capazes de compreender que a quantidade pode permanecer embora mude seu aspecto ou aparência. No exemplo da figura em massa de modelar, não entenderiam que a quantidade seria a mesma com qualquer formato que assumisse.
Neste estágio os padrões de pensamento sensório-motor evoluem para um incremento da capacidade de usar símbolos e imagens dos objetos do ambiente.
Essa fase é marcada pelo aparecimento da linguagem oral, que lhe dará possibilidade de ir além de utilizar a inteligência prática decorrente dos esquemas sensoriais e motores, formados na fase anterior.
A criança desenvolve a linguagem, as imagens mentais e jogos simbólicos, assim como muitas habilidades pré-conceituais. Apesar disso, o pensamento e a linguagem estão reduzidos, no geral, ao momento presente e a acontecimentos concretos.
Desenvolve atividade de comunicação de tipo informativo e também de controle da conduta dos outros, isto é, pede, pergunta, dá ordens, etc., para provocar as condutas que deseja em outros. A criança já antecipa o que vai fazer, desenvolve o pensamento, no final do período começa a querer saber a razão causal e finalista de tudo, é a famosa fase dos (porquês).
Seu raciocínio é intuitivo, está ligado às suas próprias percepções e às aparências das situações.
Inteligência simbólica ou intuitiva.
Pré-raciocínio lógico.
1 – Inicia imagem mental → memória de reconhecimento dá lugar a memória de evocação (nomes de coisas e pessoas que ela conhece)
2 – Linguagem → criança grava a imagem das coisas com nome → simbolismo linguagem → gestos, linguagem, brincar de faz-de-conta ou jogo simbólico
Acontecimentos do pré-operatório:
- interiorizar a palavra
- socialização da ação – brinca sozinha mas a dois sem interação
- desenvolve a intuição – interiorização da ação, antes perceptiva-motora, passa ao plano intuitivo das imagens e experiências mentais.

Outras características:
- Intuição – conhecimento que se obtém pela percepção imediata buscada na aparência do objeto.
- Imitação diferida – imitação na ausência do objeto imitado. Indica a formação de imagem mental.
- Ludicidade – o não comprometimento com a verdade.
- Pensamento egocêntrico – sua percepção como centro. Só entende a relação numa direção (em relação a ela).
- Assimilação deformante da realidade – a criança não pensa o pensamento lógico e sim, brinca com a realidade.

O pensamento egocêntrico ou intuitivo têm várias características:
- justaposição – colocar coisas lado a lado sem conexão lógica
- transdutivo – vai do particular para o particular
- sincretismo – misturar conceitos de referenciais diferentes
- ausência de reversibilidade

Animismo, antropomorfismo, artificialismo (natureza toda feita pelo homem) e finalismo (pra que serve?)
Ao final do estágio sensório-motor → coordenação de esquemas
Ao final do pré-operatório → coordenação de ações

### Operatório concreto (7 a 11/12 anos)
No estágio operatório concreto, que dura dos 7 aos 11 anos de idade em média, a criança começa a utilizar conceitos como os números e relações. Esse estágio passa a manifestar-se de modo mais evidente o que coincide (ou deve coincidir) com o início da escolarização formal é caracterizado por uma lógica interna consistente e sistemática e pela habilidade de solucionar problemas concretos. Neste momento, o declínio no egocentrismo passa a ser mais visível. O declínio do egocentrismo se estende à linguagem, que se torna mais socializada, e a criança será capaz de levar em conta o ponto de vista do outro, assim objetos e pessoas passam a ser mais bem explorados nas interações das crianças.
- Por volta dos 7 anos, o equilíbrio entre a assimilação e a acomodação torna-se mais estável;
- Surge a capacidade de compreender o processo inverso ao observado, ou seja, a reversibilidade;
- Surge a capacidade de fazer análises lógicas;
- Declina o egocentrismo, ou seja, dá-se um aumento da empatia com os sentimentos e as atitudes dos outros;
- Mesmo antes deste estágio a criança já é capaz de ordenar uma série de objetos por tamanhos e de comparar dois objetos indicando qual é o maior, mas ainda não é capaz de compreender a propriedade transitiva (A é maior que B, B é maior que C, logo A é maior que C). No início deste estágio a criança já é capaz de compreender a propriedade transitiva, desde que aplicada a objetos concretos que ela tenha visto;
- Começa sucessivamente a compreender a conservação das quantidades, do peso e do volume, etc.
- Neste estágio, também algumas características das crianças começam a ser aprimoradas, como por exemplo: se concentram mais nas atividades, colaboram mais com os colegas, apresentam responsabilidade e respeito mutuo e participações em grupo.

### Operatório formal (12 anos em diante)
No estágio operatório formal – desenvolvido a partir dos 12 anos de idade em média – o adolescente começa a raciocinar lógica e sistematicamente. Esse estágio é definido pela habilidade de engajar-se no raciocínio proposicional. As deduções lógicas podem ser feitas sem o apoio de objetos concretos. Aprende a criar conceitos e ideias.
Diferente do período anterior, agora o adolescente tem o pensamento formal abstrato. Ele não necessita mais de manipulação ou referência concreta. No lado social a vida em grupo é um aspecto significativo junto com o planejamento de ações coletivas. Reflete sobre a sociedade e quer transformá-la, mais tarde vem o equilíbrio entre pensamento e realidade.
O pensamento hipotético-dedutivo é o mais importante aspecto apresentado nessa fase de desenvolvimento, pois o ser humano passa a criar hipóteses para tentar explicar e sanar problemas, o foco desvia-se do "é" para o "poderia ser".
As bases do pensamento científico aparecem nessa etapa do desenvolvimento.

## Equilíbrio e acomodação
O modelo de equilibração de Piaget distingue entre equilíbrio e acomodação, onde o primeiro é reservado para os patamares evolutivos de adaptação e o segundo para o processo responsável pela passagem de um patamar de menor equilíbrio para um de maior equilíbrio.
A acomodação é um conceito desenvolvido por Jean Piaget que descreve mecanismos da adaptação do indivíduo, com o objectivo de estruturar e impulsionar seu desenvolvimento cognitivo.
Este conceito tem relação directa com a teoria do Socioconstrutivismo, da qual Piaget era adepto. Segundo Piaget, a acomodação é um dos dois modos pelo qual os esquemas mentais existentes se modificam, devido às experiências e relações com o meio. Seria, de acordo com essa ideia, o movimento que o organismo realiza para se submeter às exigências exteriores, adequando-se a estas últimas. O outro mecanismo da adaptação é a assimilação. A regulação entre ambos os processos é chamada equilibração. Ainda de acordo com a teoria, em algumas atividades mentais predomina a assimilação (jogo simbólico) e em outras predomina a acomodação (reprodução).
Para Piaget, o desenvolvimento do indivíduo, em termos cognitivos sempre passa por equilíbrios e desequilíbrios, com mínima interferência externa, tanto orgânica como ambiental. Por exemplo, a inteligência seria uma assimilação, pois esta incorporaria dados da experiência no indivíduo. Assim, uma vez que ele assimilou intelectualmente uma nova experiência, vai formar um novo esquema ou modificar o esquema antes vigente. Então, na medida em que o ser humano compreende o novo conhecimento, dele se apropriando, se  acomoda, passando a considerar aquilo como normal, o que traz o retorno à situação de equilíbrio. Esse período que a pessoa assimila e se acomoda ao novo é chamado de adaptação. Pode-se dizer, que dessa forma, se dá o processo de evolução do desenvolvimento humano.